# Collège d'Alzon
Le Collège d'Alzon est un établissement d'enseignement secondaire belge francophone fondé le 16 octobre 1900 à Bure (commune de Tellin, province de Luxembourg, Région wallonne) par les Augustins de l'Assomption, mieux connus sous le nom d'Assomptionnistes.

## Historique

### L'Alumnat Notre-Dame de l'Assomption

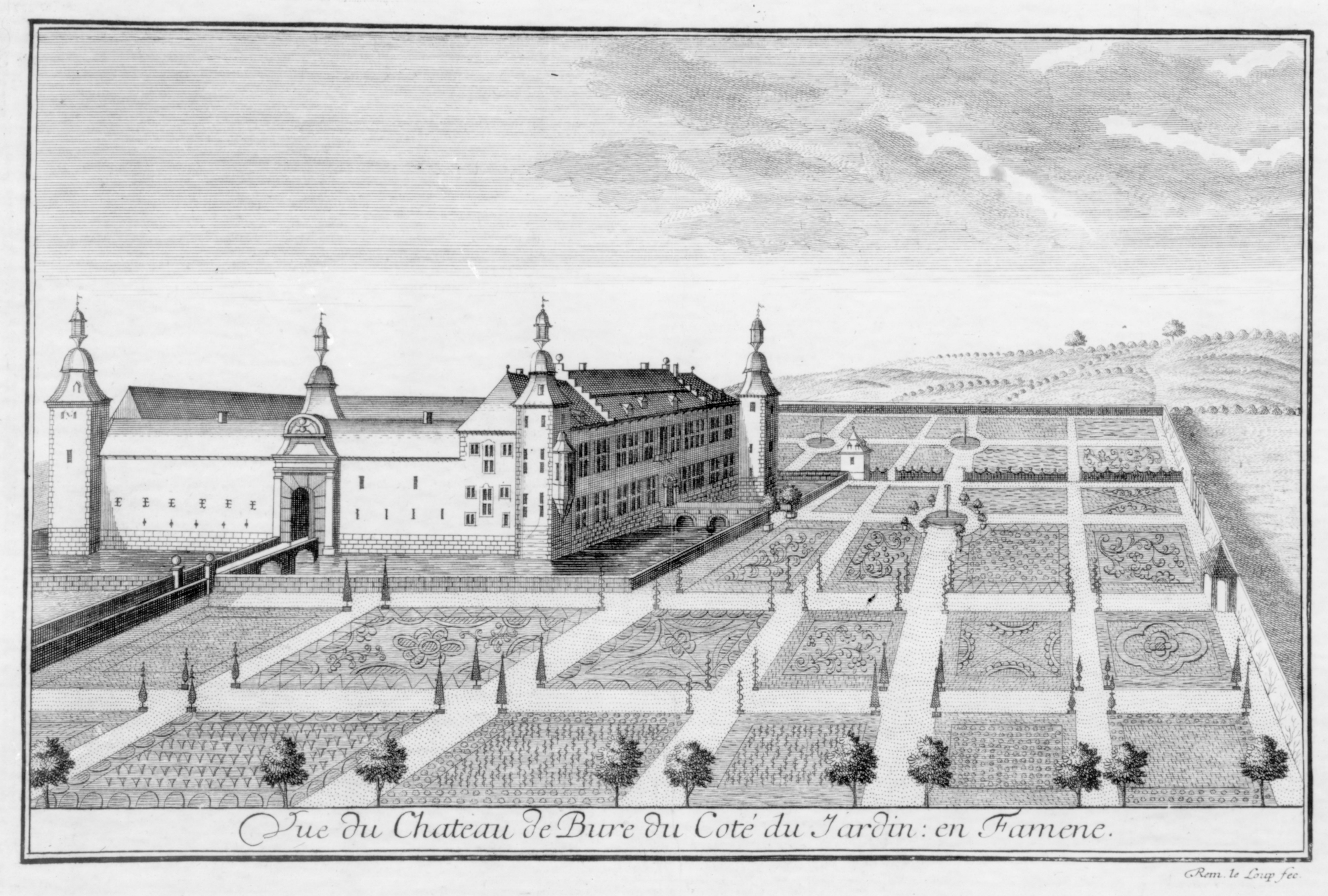
Vue du château de Bure en Famenne, actuellement Collège d'Alzon, par Remacle le Loup (extraite des Délices du Pays de Liège, Everard Kints éd., Liège, 1738-1744)

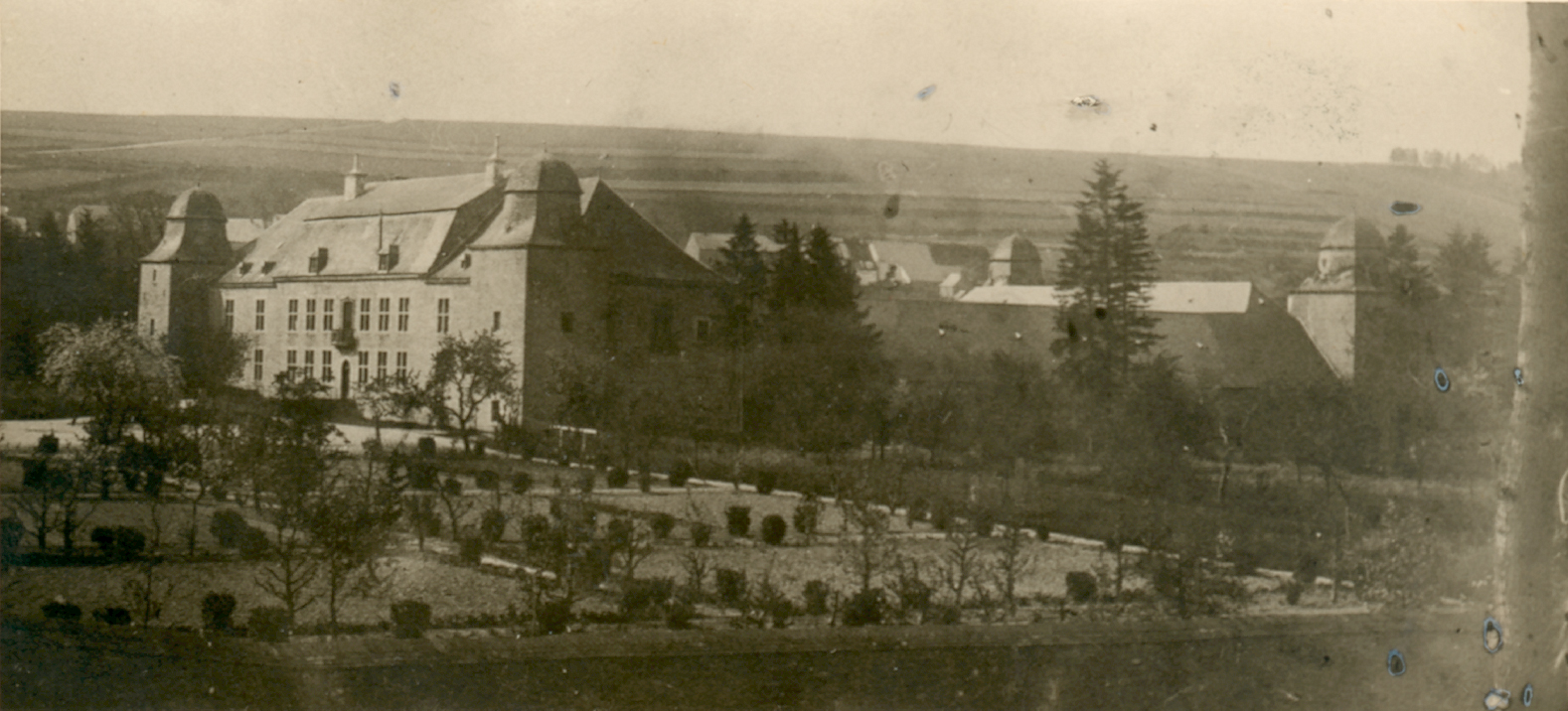
Vers 1900 : le château de Bure

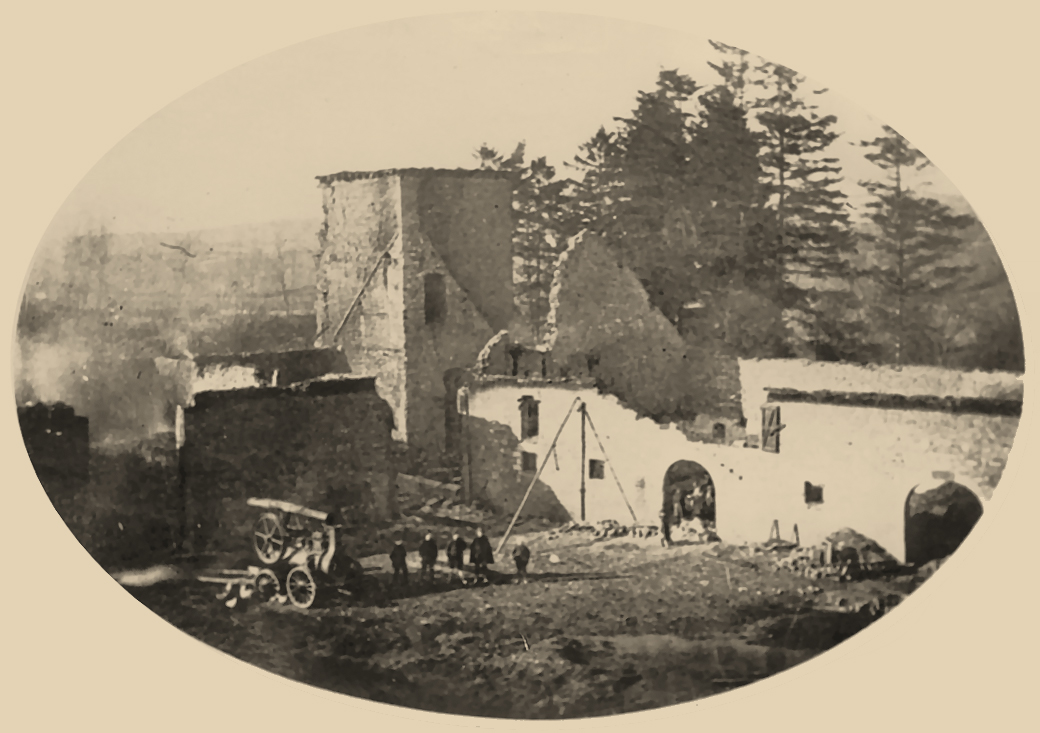
29 janvier 1918 : incendie partiel du château de Bure

Lorsque, à la charnière des XIXe et XXe siècles, les lois Combes chassent de France les congrégations religieuses, une partie des Assomptionnistes trouve refuge en Belgique. Le 16 octobre 1900, le P. Pierre Descamps et 15 garçons d’origine modeste s'installent dans le château de Bure, ancienne résidence d’été des abbés bénédictins de Saint-Hubert confisquée et vendue comme bien national par les révolutionnaires français en 1794. L'Alumnat Notre-Dame de l'Assomption est né.
Le P. Emmanuel Bailly décrit dans un courrier du 1er juillet 1900, adressé au Père François Picard, le bâtiment que découvrent les premiers élèves et leurs professeurs:

« C’est, à mon sens, une belle et solide maison, à chambres magnifiques, propre, bien bâtie, bien conservée, entourée d’un enclos agréable et assez vaste. C’est près d’un joli village, très bon et très catholique. C’est contigu à une grande ferme bien tenue par des gens très honnêtes et des domestiques convenables. Il y a des combles très hauts, très dégagés, très vastes: on peut y établir salles, cellules, etc. Les murs ont, encore sous le toit, une épaisseur de près d’un mètre. L’enclos a des arbres avec quelques allées suffisantes bordées de sapins, avec un verger considérable et un potager étendu et très facile à cultiver: il faudrait ici le plus tôt possible un ou 2 frères convers capables de jardiner un peu. Il y a de 15 à 16 belles pièces, la plupart de 30 à 36 mètres carrés, assez élevées, sans compter 3 petits dortoirs, 1 salon-chapelle, 1 salon-parloir, 1 réfectoire, une cuisine, un magnifique escalier et vestibule, et un corridor de près de 2 mètres allant d’un bout à l’autre au milieu des pièces. L’appareil de construction est en pierre dure et apparente (autrement solide et sérieux que les moellons et le plâtre du vieux bâtiment de Livry); les fenêtres sont géminées et très belles, en pierre et de style; les portes sont grandes et en chêne comme les parquets. Les charpentes des toits sont en excellent état et très belles. Le bâtiment a 56 mètres de façade et 14 mètres de profondeur avec 4 tours aux extrémités de la maison et de la ferme. »

Le 29 janvier 1918, un incendie ravage la majeure partie de la ferme, n’en laissant subsister que le logis des fermiers et le porche d’entrée. Deux des quatre tours dont parle le Père Bailly sont en ruine. Seule la partie du bâtiment qu’occupent les pères Assomptionnistes est sauve.
Si, pendant la Première Guerre mondiale, l'école avait pu garder ses portes ouvertes, l'incendie de 1918, les dégâts occasionnés par le passage de troupes allemandes en septembre de la même année et des problèmes financiers constants la contraignent à la fermeture en 1920.

### L’Alumnat Marie-Médiatrice

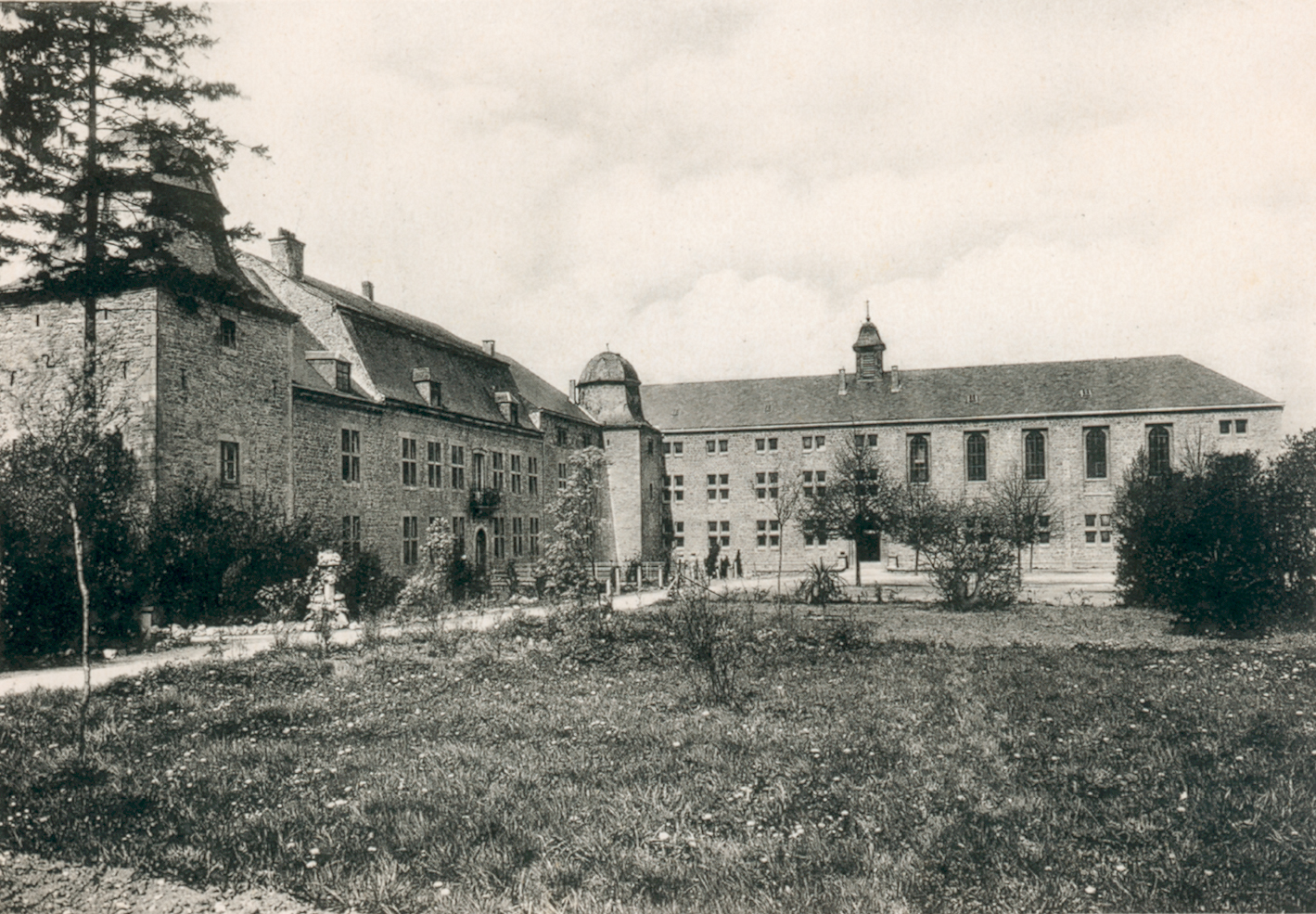
1936 : Alumnat Marie-Médiatrice (château de Bure), nouvelle construction

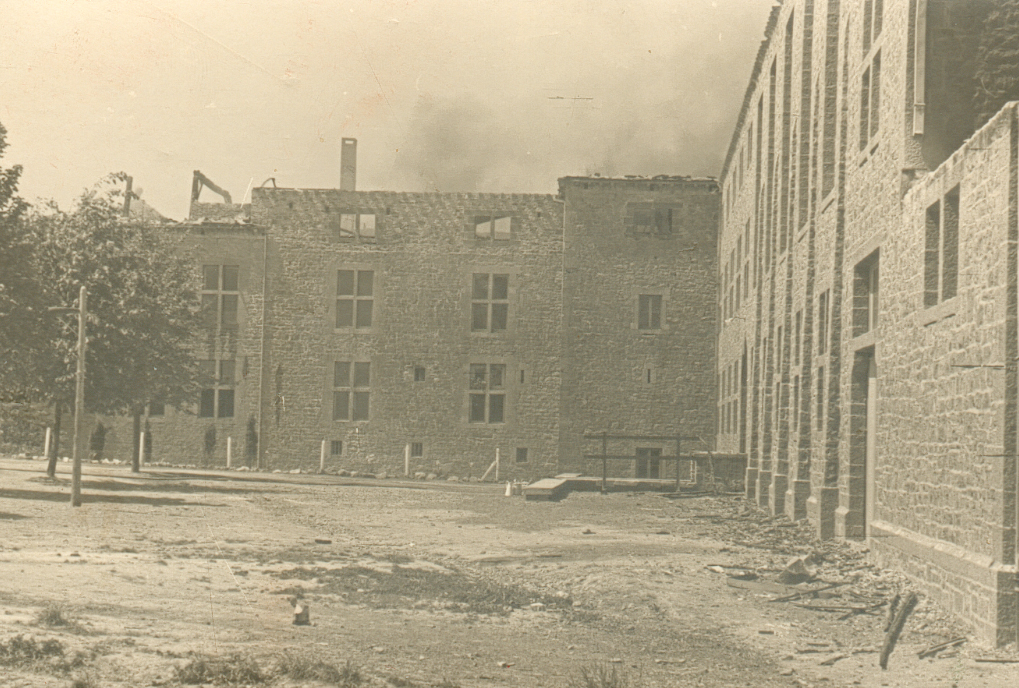
8 juin 1938 : incendie partiel de l'Alumnat Marie-Médiatrice (château de Bure)

1925 est l'année d'un nouveau départ symbolisé, comme souvent par la suite, par un nouveau nom. Le P. Nestor Craisse dirige l'Alumnat Marie-Médiatrice. Vingt élèves commencent à Bure leurs trois premières années d'humanité. Ils effectuent ensuite les deux dernières années à Sart-les-Moines (ancien prieuré Saint-Michel), précurseur de l'actuel Collège Saint-Michel de Gosselies, pès de Charleroi.
Dès 1934, pour s'aligner sur l'organisation belge de l'enseignement moyen et assurer l'homologation des diplômes, on ajoute à Bure une quatrième année d'enseignement. L’école-internat compte alors 75 élèves et, une première fois, le manque de place se fait sentir.
En 1936, le Père Jean-Emmanuel Lieffring, directeur depuis 1934, décide la construction de l’aile de la chapelle. Elle comportera un réfectoire, des classes et une étude, des chambres, un lavabo et une chapelle dont on profitera toutefois bien peu de temps.
Le 8 juin 1938 vers 9 heures du matin, un incendie se déclare dans la sacristie installée à l’extrémité de cette aile nouvelle. Très vite, chapelle et lavabo sont la proie des flammes. Les étages inférieurs sont protégés par les matériaux durs qui les séparent du haut. Mais le feu parvient à l’ancien château qu’il détruit presque entièrement.
En octobre 1938, la reconstruction est suffisamment avancée pour que les cours puissent reprendre. Elle a, dans une certaine mesure, respecté le style de l’ancien bâtiment, mais il ne reste malgré tout plus grand-chose de l’ancien château. La façade classique en pierre de grand appareil qui donnait sur la cour intérieure et l’escalier monumental de l’aile centrale sont détruits. Seuls une tour côté village, le porche et le logis de la ferme subsistent après les deux incendies qui l’ont ravagé à 20 ans de distance.
Durant la Seconde Guerre mondiale, l'Alumnat cache de jeunes étudiants juifs. Pour ce motif, le Père Jean-Marie Decorte, directeur de 1941 à 1946, a reçu en 1999, à titre posthume, le titre de « Juste parmi les nations ».
En décembre 1944, au début de l'offensive allemande des Ardennes, les nouvelles ne laissant rien présager de bon, les élèves sont renvoyés dans leurs foyers. Le 21, l'Alumnat n'est plus occupé que par huit Pères, un Frère, trois religieuses et deux enfants de Mabompré qui est alors impossible à rallier. Dans l'après-midi du 23, les troupes allemandes atteignent le village. Du 23 décembre 1944 au 9 janvier 1945, Bure est en zone de combats et la population du village se réfugie dans les caves de l'établissement qui accueillent à certains moments jusqu'à 600 personnes. La plupart des habitants ne les quittent que le 16 janvier. Le bâtiment est atteint par une trentaine d'obus. Les murs résistent, mais la toiture est défoncée et les vitres sont en éclats. Les réparations urgentes effectuées, les cours reprennent le 9 avril 1945.

### L’Institut Marie-Médiatrice
En 1951, les élèves de Sart-les-Moines quittent le Prieuré et viennent grossir le nombre des élèves de Bure. 92 jeunes gens étudient six années complètes, dans la section gréco-latine. Ce changement de structure s’accompagne d’un changement de nom: l’Alumnat Marie-Médiatrice devient Institut Marie-Médiatrice.
Pour héberger correctement ces nouveaux venus, l’école doit s’agrandir une seconde fois en 1955. Parallèlement à l’aile de la chapelle s’élève une première section de l’aile de la salle de théâtre. Elle comprend un dortoir, des classes et une grande salle dans laquelle théâtre, cinéma et gymnastique essaieront de faire bon ménage. Cette construction rend malheureusement nécessaire la destruction de la dernière tour. On rehausse également la partie de l’aile centrale épargnée par l’incendie de 1938. Désormais, à part quelques portes, chambranles et une cheminée, les seuls vestiges de l’ancien château appartiennent à la ferme voisine.

### Le Collège d’Alzon
Les années cinquante, soixante et septante modifient profondément la vie sociale. En 1966, le Concile Vatican II adapte le monde chrétien à la seconde moitié du XXe siècle. Le Père Richard Maas, devenu directeur en 1964, oriente son établissement dans le sens de l'ouverture au monde moderne. En 1967, prenant le nom du fondateur de la congrégation, Emmanuel d'Alzon, l’Institut devient le Collège d’Alzon et manifeste ainsi son évolution d’une institution pour vocations religieuses à un établissement ouvert à tous les jeunes gens.
En 1970, à l’initiative du Père Pierre Charon, directeur en 1969, l’aile de la salle de théâtre, plus courte jusqu’alors que celle de la chapelle, est prolongée et le U qu’est devenu le bâtiment principal prend ses dimensions actuelles.
À la rentrée de septembre 1972, s'ouvre à la mixité: cinq filles se glissent dans ses 138 élèves. En 2006, elles représenteront 51,9 % de sa population, soit 206 élèves sur un total de 399.
Le XXe siècle se termine par un nouveau chantier: les premiers coups de pelle de la construction du hall omnisports sont donnés en mai 2000. Il est inauguré le 14 octobre 2000, lors des fêtes du centenaire de l’établissement.

## Anciens élèves
- Henri Piérard (1893-1975), prêtre assomptionniste, missionnaire au Congo et évêque de Butembo-Beni
- Lucien Guissard (1919-2009), religieux assomptionniste, rédacteur en chef du journal La Croix[5], maître de conférences à l'Université Catholique de Louvain[6], membre de l'académie royale de langue et de littérature françaises de Belgique [7] (fauteuil 1, 1986-2009)
- Raymond Wilvers (1948-2008), Receveur de l'Enregistrement au Ministère des Finances, écrivain
- Bernard Caprasse (1949), gouverneur de la Province de Luxembourg de 1996 à 2016[8]
- Pascal Durand (1960), spécialiste de Mallarmé, professeur ordinaire à la Faculté de Philosophie et Lettres de l'Université de Liège[9]
- Olivier Gourmet (1963), acteur[10]